# Церковь Корсунской иконы Божией Матери
Церковь Корсунской иконы Божией Матери — православный храм в городе Угличе Ярославской области.

## История
В XVI веке на месте Корсунского храма находился Макарьевский монастырь. В 1609—1611 он был разрушен и разграблен поляками.
Каменный храм был построен в 1730 году. Главный престол освящён в честь Корсунской иконы Божией Матери, придел в честь преподобного Макария Великого, в память о бывшем монастыре.
В 1942 году храм был закрыт советской властью. В 1972 году была проведена реставрация под руководством известного реставратора Ярославской области С. Е. Новикова. В здании церкви находились склады разных организаций, а с 1989 года — спортивная школа.
Богослужения в храме возобновились 1 мая 1994 года.

## Архитектура
Основной объём храма представляет собой большой четверик, завершённый пятиглавием. Восьмигранная столпообразная колокольня стоит над папертью храма.
Памятник архитектуры регионального значения.

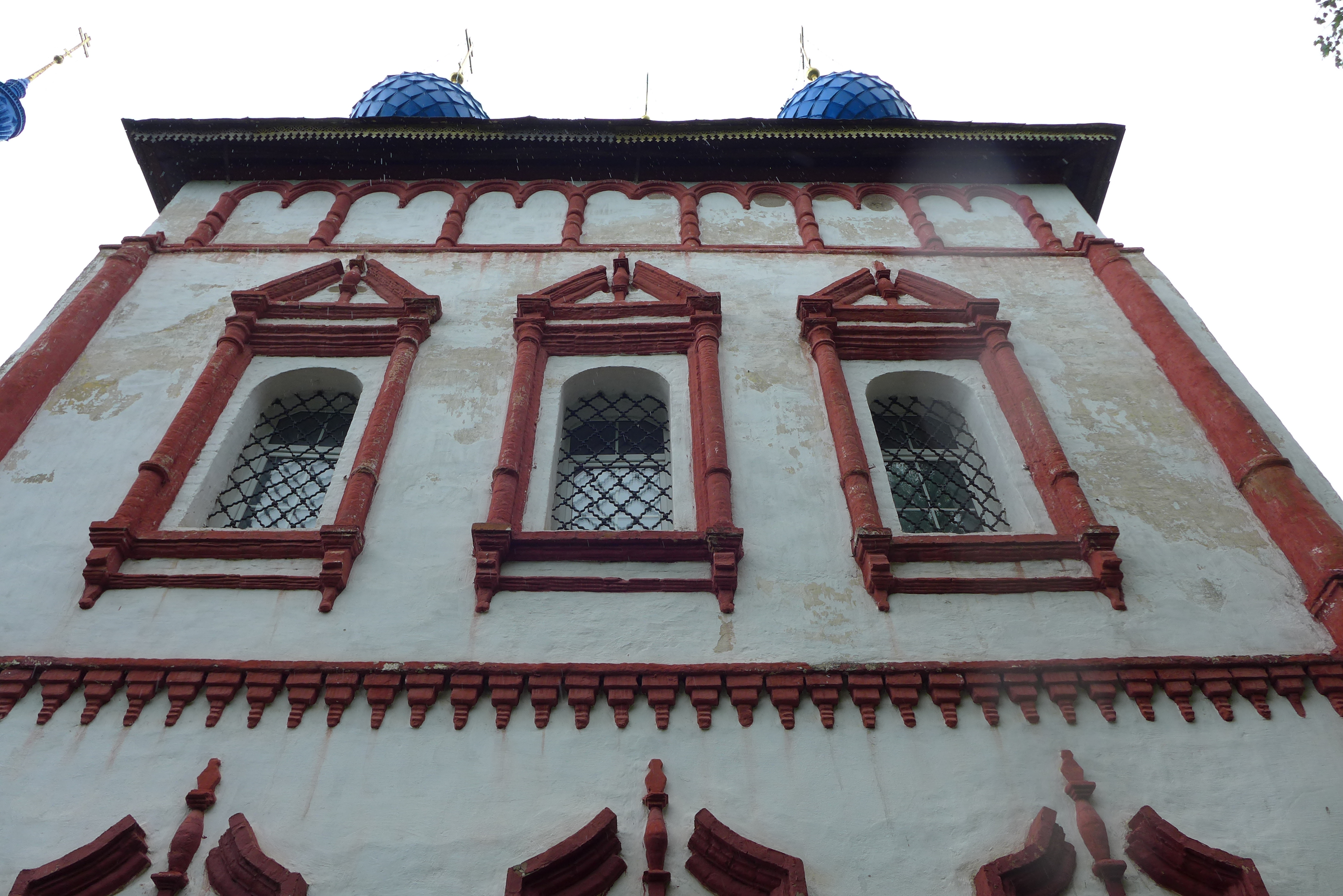
Отделка стены.